# محوطه قلعه
محوطه قلعه مربوط به عصر آهن - دوران‌های تاریخی پس از اسلام است و در شهرستان هشترود، بخش مرکزی، روستای عجمی واقع شده و این اثر در تاریخ ۱۱ مرداد ۱۳۸۴ با شمارهٔ ثبت ۱۲۴۴۴ به‌عنوان یکی از آثار ملی ایران به ثبت رسیده است.